# Hàm Dương Ông chúa
Hàm Dương Ông chúa (咸陽翁主; ? - ?) là ông chúa nhà Triều Tiên, trưởng nữ trong số 15 vương nữ của Triều Tiên Định Tông, mẹ là Thục nghi Trì thị. Hạ giá lấy Tri Đôn Ninh (知敦寧) Phác Quảng (朴賡), sinh được một nam. Thời Thế Tông, sắc phong Hàm Dương Quân chúa (咸陽君主), tuy nhiên, đến thời Cao Tông, cải hiệu Ông chúa.

## Gia quyến
Thân gia Toàn Châu Lý thị (全州 李氏) 
- Nội Tổ phụ: Thái Tổ Đại vương
- Nội Tổ mẫu: Thần Ý Vương hậu An Biên Hàn thị
  - Phụ hoàng: Định Tông Đại vương
- Ngoại Tổ phụ: Môn Hạ Tán Thành sự (門下贊成事) họ Trì
- Ngoại Tổ mẫu: Thuận Hưng An thị
  - Thân mẫu: Thục nghi Trung Châu Trì thị (忠州 池氏)
    - Vương huynh: Nghĩa Bình quân Lý Nguyên Sinh (?-1461)
    - Vương huynh: Tuyên Thành quân Lý Mậu Sinh (1392-1460)
    - Vương huynh: Nhâm Thành quân Lý Hảo Sinh

Mật Dương Phác thị (密陽 朴氏)
- Chương phụ: Môn Hạ thị trung Khai quốc Công thần Phác Đắc Trung (朴得中)
  - Phò mã: Tri Đôn Ninh Phủ sự (知敦寧府事) Mật Dương úy (密寧尉) Phác Quảng (朴賡; ?-1427)
    - Trưởng tử: Hàm Kiết Đạo Quan sát sử (咸吉道觀察使) Phác Thời Xương (朴徐昌; ?-?)